# Cappel-Neufeld
Pour les articles homonymes, voir Cappel et Neufeld.
Cappel-Neufeld est un quartier de la commune allemande de Wurster Nordseeküste, dans l'arrondissement de Cuxhaven, Land de Basse-Saxe.

## Histoire
Le 1er juillet 1968, les municipalités de Cappel-Neufeld, Spieka et Spieka-Neufeld s'associent pour former la nouvelle commune de Spieka.
Le 1er mars 1974, la municipalité de Spieka ainsi qu'une partie de Midlum, qui compte alors environ 50 habitants, sont intégrées à la commune de Nordholz.
Le 1er janvier 2015, les communes de Cappel, Dorum, Midlum, Misselwarden, Mulsum, Nordholz, Padingbüttel et Wremen qui forment la Samtgemeinde Land Wursten fusionnent et deviennent la commune de Wurster Nordseeküste.

## Source, notes et références
- (de) Cet article est partiellement ou en totalité issu de l’article de Wikipédia en allemand intitulé « Cappel-Neufeld » (voir la liste des auteurs).